# World Grand Champions Cup féminine 2013
Navigation
2009 2017
La 6e édition de la World Grand Champions Cup de volley-ball feminin se déroulera au Japon du 12 au 17 novembre 2013.

## Équipes engagées
Champions continentaux :
- Russie
- États-Unis
- Brésil
- Thaïlande

Wild Card :
- République dominicaine

Nation Organisatrice :
- Japon

## Lieux de la compétition
|                                                                                    |                                                                           |
|                                                                                    |                                                                           |
| Tokyo Metropolitan Gymnasium Ville: Tokyo Capacité: 10 000 Année d'ouverture: 1954 | Nippon Gaishi Hall Ville: Nagoya Capacité: 10 000 Année d'ouverture: 1987 |

## Compétition

### 1erPhase
- Tokyo - Tokyo Metropolitan Gymnasium

### 2ePhase
- Nagoya - Nippon Gaishi Hall

## Classement final
| # | Équipe                 | Pts | J | G | Gt | Pt | P | Sp | Sc | Ratio | Pp  | Pc  | Ratio |
| 1 | Brésil                 | 15  | 5 | 5 | 0  | 0  | 0 | 15 | 2  | 7.5   | 421 | 342 | 1.231 |
| 2 | États-Unis             | 10  | 5 | 2 | 2  | 0  | 1 | 12 | 9  | 1.333 | 464 | 449 | 1.033 |
| 3 | Japon                  | 9   | 5 | 3 | 0  | 0  | 2 | 10 | 7  | 1.429 | 403 | 393 | 1.025 |
| 4 | Russie                 | 4   | 5 | 1 | 0  | 1  | 3 | 8  | 13 | 0.615 | 465 | 470 | 0.989 |
| 5 | Thaïlande              | 4   | 5 | 1 | 0  | 1  | 3 | 5  | 13 | 0.385 | 391 | 421 | 0.929 |
| 6 | République dominicaine | 3   | 5 | 1 | 0  | 0  | 4 | 6  | 12 | 0.5   | 367 | 436 | 0.842 |

## Podium final
| Place              | Équipe                 |
| ------------------ | ---------------------- |
| Médaille d'or      | Brésil                 |
| Médaille d'argent  | États-Unis             |
| Médaille de bronze | Japon                  |
| 4                  | Russie                 |
| 5                  | Thaïlande              |
| 6                  | République dominicaine |

## Récompenses individuelles
- MVP : Fabiana Claudino
- Meilleures réceptionneuse-attaquantes : Saori Sakoda  et Onuma Sittirak
- Meilleures centrales : Ioulia Morozova  et Pleumjit Thinkaow
- Meilleure passeuse : Hitomi Nakamichi
- Meilleure libero : Arisa Sato